# مارك بريفرمان
مارك بريفرمان هو عالم حاسوب ورياضياتي إسرائيلي، ولد في 1984 في بيرم في روسيا.